# Cuse-et-Adrisans
Cuse-et-Adrisans est une commune française située dans le département du Doubs, la région culturelle et historique de Franche-Comté et la région administrative Bourgogne-Franche-Comté.

## Géographie
Au fond de deux petites vallées au pied du Mont-Roland, à l'intersection de deux ruisseaux venant de Nans et de Gondenans-les-Moulins et se dirigeant à l'ouest vers la rivière l'Ognon.

### Toponymie
Cuse en 1141 ; Cuse-et-Adrisans depuis 1801 et l'intégration de la commune d'Adrisans.

### Climat
Pour des articles plus généraux, voir Climat de la Bourgogne-Franche-Comté et Climat du Doubs.
En 2010, le climat de la commune est de type climat de montagne, selon une étude du Centre national de la recherche scientifique s'appuyant sur une série de données couvrant la période 1971-2000. En 2020, Météo-France publie une typologie des climats de la France métropolitaine dans laquelle la commune est exposée à un climat semi-continental et est dans la région climatique  Lorraine, plateau de Langres, Morvan, caractérisée par un hiver rude (1,5 °C), des vents modérés et des brouillards fréquents en automne et hiver. 
Pour la période 1971-2000, la température annuelle moyenne est de 10,3 °C, avec une amplitude thermique annuelle de 17,4 °C. Le cumul annuel moyen de précipitations est de 1 254 mm, avec 13 jours de précipitations en janvier et 10,4 jours en juillet. Pour la période 1991-2020, la température moyenne annuelle observée sur la station météorologique de Météo-France la plus proche, « Villersexel Sa », sur la commune de Villersexel à 9 km à vol d'oiseau, est de 10,8 °C et le cumul annuel moyen de précipitations est de 1 037,9 mm. 
La température maximale relevée sur cette station est de 38,4 °C, atteinte le 8 août 2003 ; la température minimale est de −19,4 °C, atteinte le 20 décembre 2009,,. 
Les paramètres climatiques de la commune ont été estimés pour le milieu du siècle (2041-2070) selon différents scénarios d'émission de gaz à effet de serre à partir des nouvelles projections climatiques de référence DRIAS-2020. Ils sont consultables sur un site dédié publié par Météo-France en novembre 2022.

## Urbanisme

### Typologie
Au 1er janvier 2024, Cuse-et-Adrisans est catégorisée commune rurale à habitat dispersé, selon la nouvelle grille communale de densité à 7 niveaux définie par l'Insee en 2022.
Elle est située hors unité urbaine et hors attraction des villes,.

### Occupation des sols
L'occupation des sols de la commune, telle qu'elle ressort de la base de données européenne d’occupation biophysique des sols Corine Land Cover (CLC), est marquée par l'importance des territoires agricoles (60,9 % en 2018), en diminution par rapport à 1990 (66,1 %). La répartition détaillée en 2018 est la suivante : 
zones agricoles hétérogènes (35,8 %), forêts (33,9 %), prairies (25,1 %), zones urbanisées (5,2 %). L'évolution de l’occupation des sols de la commune et de ses infrastructures peut être observée sur les différentes représentations cartographiques du territoire : la carte de Cassini (XVIIIe siècle), la carte d'état-major (1820-1866) et les cartes ou photos aériennes de l'IGN pour la période actuelle (1950 à aujourd'hui).

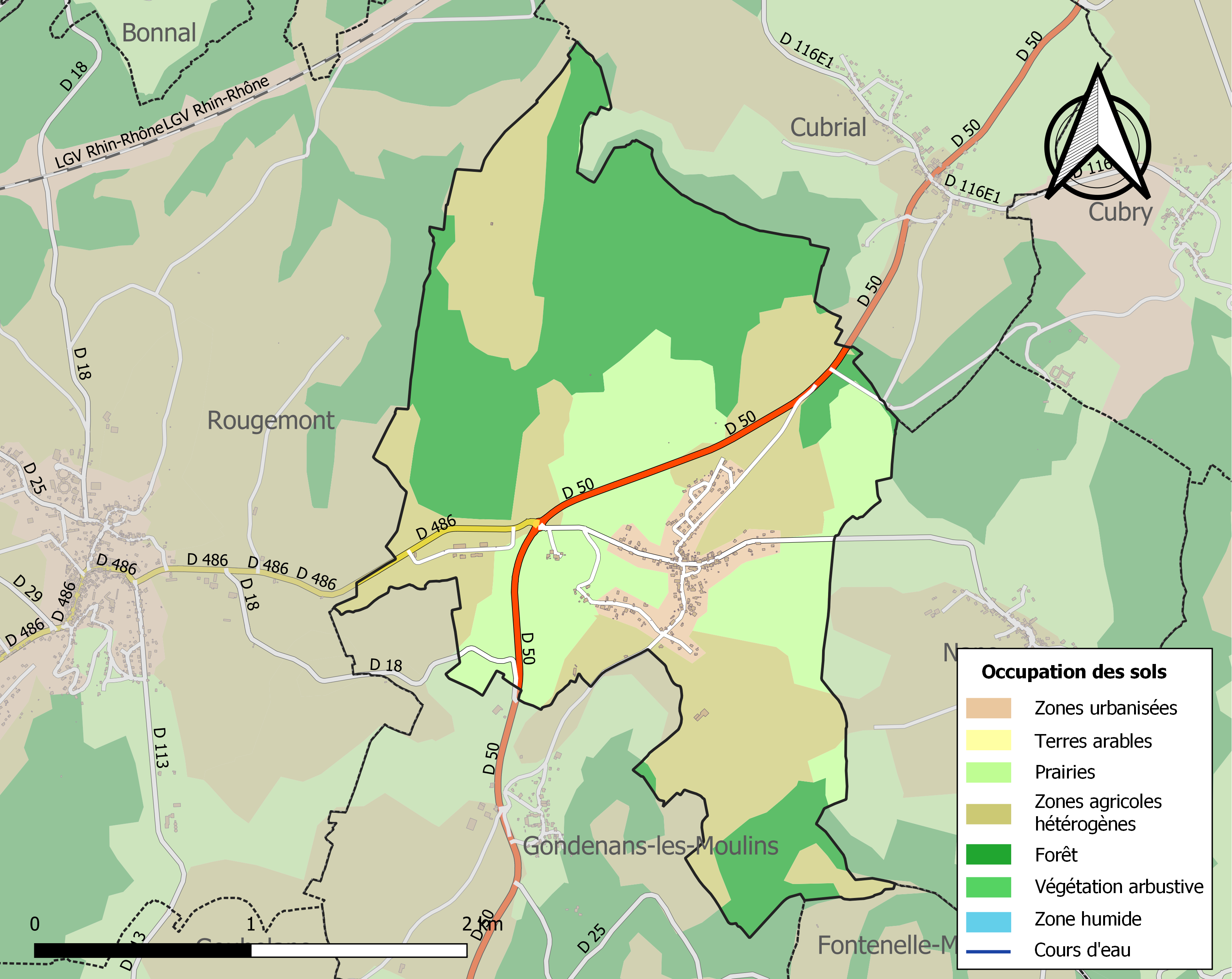
Carte des infrastructures et de l'occupation des sols de la commune en 2018 (CLC).

## Politique et administration
| Période                                  | Période                     | Identité                                                | Étiquette | Qualité                                            |
| ---------------------------------------- | --------------------------- | ------------------------------------------------------- | --------- | -------------------------------------------------- |
| avant 1981                               | ?                           | Jean-Pierre Colard                                      |           |                                                    |
| mars 2001                                | En cours (au 1er juin 2020) | Danièle Nevers-Choulet, Réélue pour le mandat 2020-2026 | PS        | Retraitée Conseillère générale puis départementale |
| Les données manquantes sont à compléter. |                             |                                                         |           |                                                    |

## Démographie
L'évolution du nombre d'habitants est connue à travers les recensements de la population effectués dans la commune depuis 1793. Pour les communes de moins de 10 000 habitants, une enquête de recensement portant sur toute la population est réalisée tous les cinq ans, les populations de référence des années intermédiaires étant quant à elles estimées par interpolation ou extrapolation. Pour la commune, le premier recensement exhaustif entrant dans le cadre du nouveau dispositif a été réalisé en 2008.

En 2022, la commune comptait 280 habitants, en évolution de −1,06 % par rapport à 2016 (Doubs : +1,88 %, France hors Mayotte : +2,11 %).
| 1793 | 1800 | 1806 | 1821 | 1831 | 1836 | 1841 | 1846 | 1851 |
| ---- | ---- | ---- | ---- | ---- | ---- | ---- | ---- | ---- |
| 491  | 468  | 563  | 543  | 588  | 614  | 602  | 597  | 568  |

| 1856 | 1861 | 1866 | 1872 | 1876 | 1881 | 1886 | 1891 | 1896 |
| ---- | ---- | ---- | ---- | ---- | ---- | ---- | ---- | ---- |
| 486  | 536  | 536  | 524  | 508  | 511  | 503  | 508  | 414  |

| 1901 | 1906 | 1911 | 1921 | 1926 | 1931 | 1936 | 1946 | 1954 |
| ---- | ---- | ---- | ---- | ---- | ---- | ---- | ---- | ---- |
| 411  | 424  | 403  | 337  | 287  | 265  | 265  | 246  | 222  |

| 1962 | 1968 | 1975 | 1982 | 1990 | 1999 | 2006 | 2008 | 2013 |
| ---- | ---- | ---- | ---- | ---- | ---- | ---- | ---- | ---- |
| 217  | 204  | 182  | 169  | 175  | 209  | 243  | 253  | 286  |

| 2018 | 2022 | - | - | - | - | - | - | - |
| ---- | ---- | - | - | - | - | - | - | - |
| 285  | 280  | - | - | - | - | - | - | - |

## Lieux et monuments
- La maison vigneronne[20] du XVIIe siècle inscrite au Monuments historiques.
- Le four banal[21] au toit couvert de laves.
- La fontaine-lavoir de 1848.

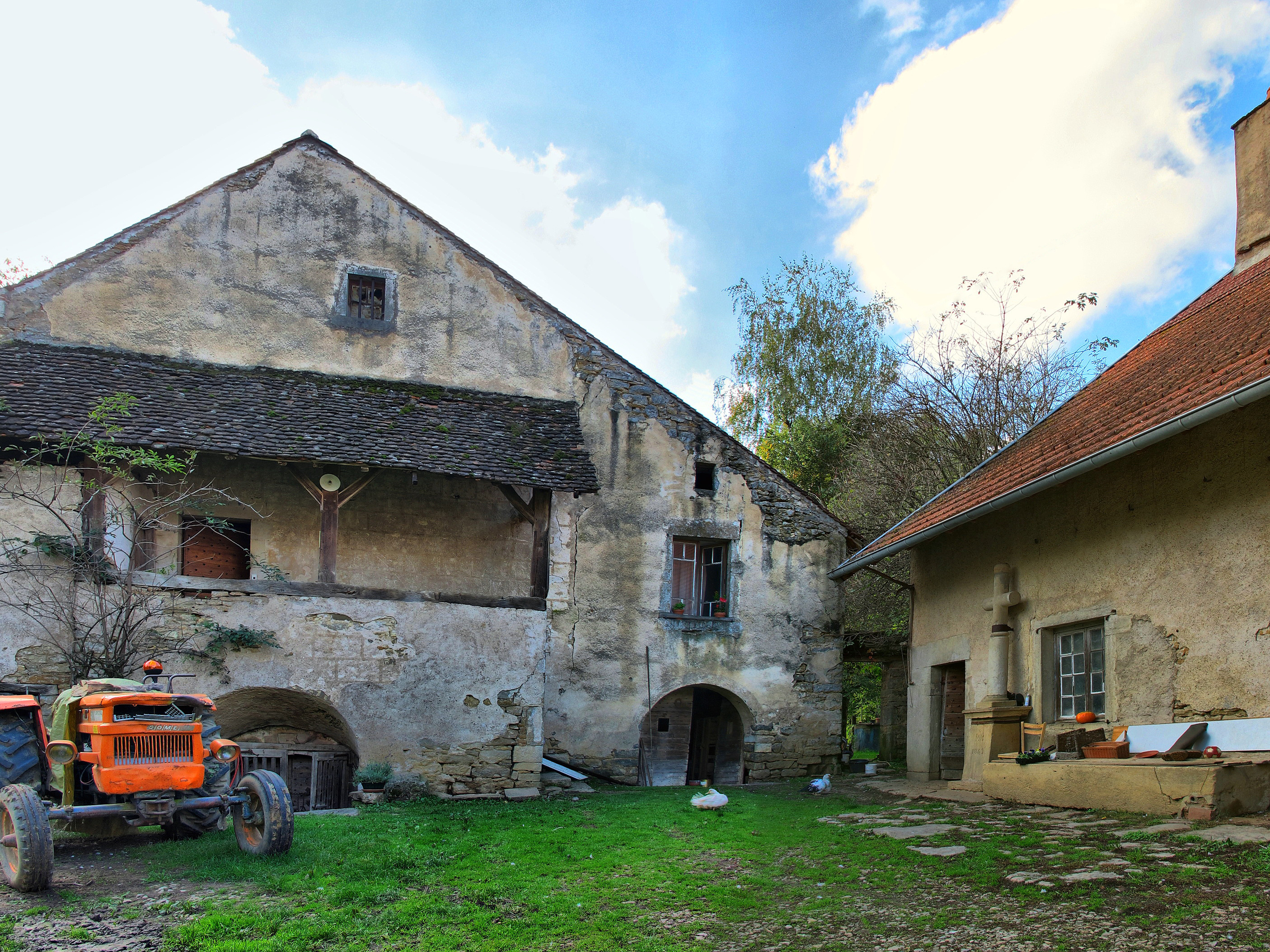
La maison vigneronne.
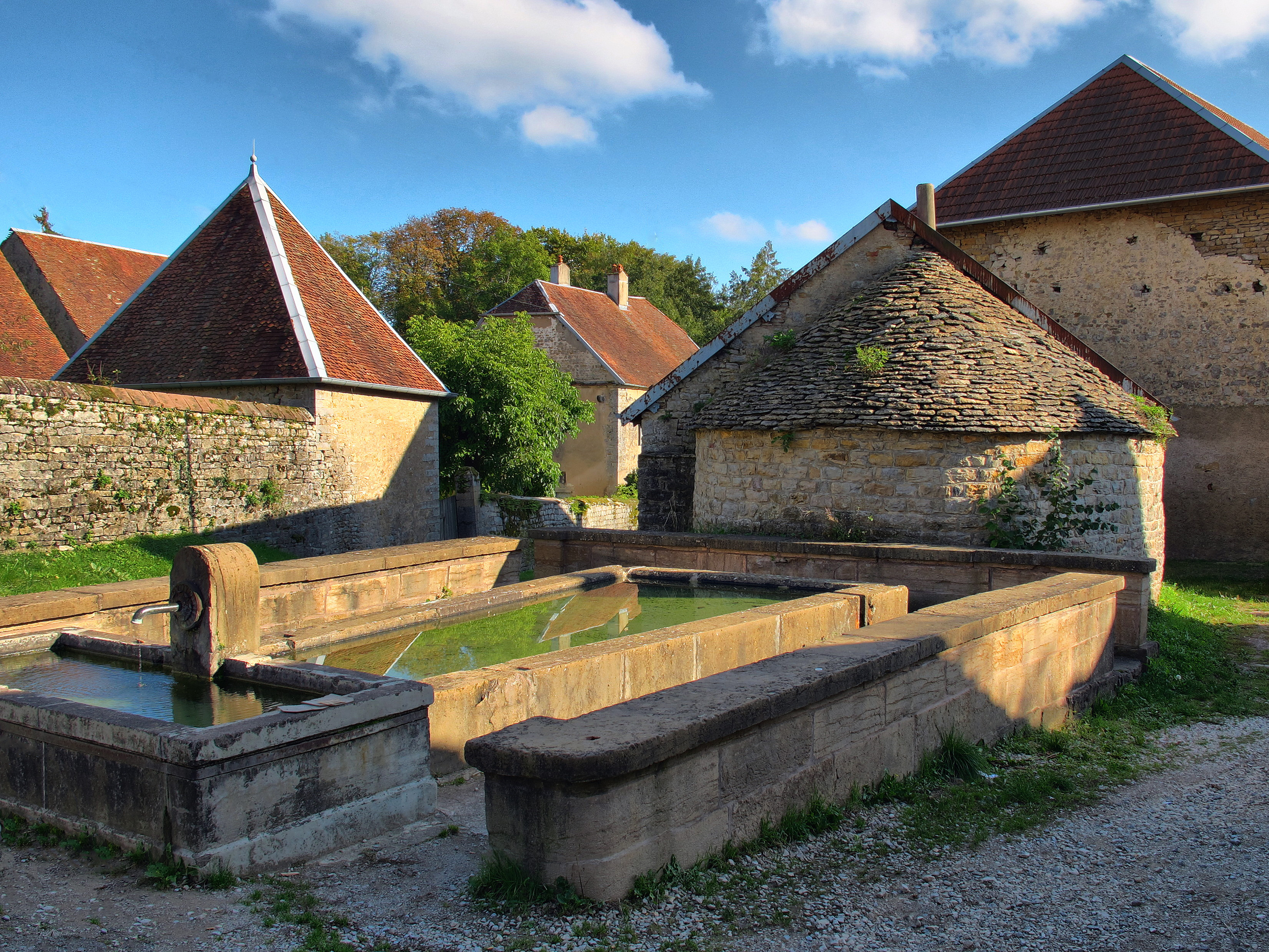
Le lavoir et le four banal.

## Personnalités liées à la commune
- Charles-Laurent Tanchard (1794-1868), homme politique, maire de Cuse en 1825, député du Doubs de 1848 à 1849.
- René Perrot (1912-1979), artiste peintre, né dans la commune et mort à Paris ;
- Alfred Bouveresse (1925-2012), curé de Cuse de 1958 à 1998, et historien local.